# Аквариум Крита
Аквариум Крита (греч. Ενυδρείο Κρήτης, или Θαλασσόκοσμος — «мир моря») — аквариум в Гурне в общине Херсонисос, в 15 км от Ираклиона на острове Крит в Греции.
Расположен на территории, ранее принадлежащей военно-воздушной базе ВВС США.

## История
Аквариум Крита был открыт 18 декабря 2005 года. Проект был разработан сотрудниками бывшего Института биологии моря Крита (IMBC), с целью создания первого большого аквариума в Греции. Здание было построено в рамках морского парка для научных исследований, образования, культуры и отдыха. Его строительство и содержание финансируется совместно Европейским инвестиционным банком и греческим государством.
Значительное расширение аквариума произошло зимой 2008—2009 годов, когда в здании появилось 25 новых экспозиционных ёмкостей.
В настоящее время аквариум Крита находится в ведении Греческого центра морских исследований (HCMR) и насчитывает более 60 экспозиционных ёмкостей. Экспонаты аквариума представляют морскую фауну Средиземноморья и включают морские организмы более чем 250 видов.